# NGC 4464
NGC 4464 ist eine Zwerggalaxie vom Hubble-Typ Sab im Sternbild Jungfrau an der Ekliptik. Sie ist schätzungsweise 53 Millionen Lichtjahre von der Milchstraße entfernt und hat einen Durchmesser von etwa 15.000 Lichtjahren. Unter der Katalognummer VCC 1178 ist sie als Mitglied des Virgo-Galaxienhaufens aufgeführt. 

Im selben Himmelsareal befinden sich u. a. die Galaxien NGC 4465, NGC 4467, NGC 4470, NGC 4472.
Das Objekt wurde am 28. Dezember 1785 vom deutsch-britischen Astronomen Wilhelm Herschel entdeckt.